# Einfamilienhaus Karl-May-Straße 8 (Radebeul)
Das Einfamilienhaus in der Karl-May-Straße 8 liegt in der Gemarkung Radebeul der sächsischen Stadt Radebeul. Das ortsansässige Architekturbüro Patitz & Lötzsch errichtete es im Jahr 1935 in einer stilistischen Mischung aus Heimatschutzarchitektur und Neuer Sachlichkeit.

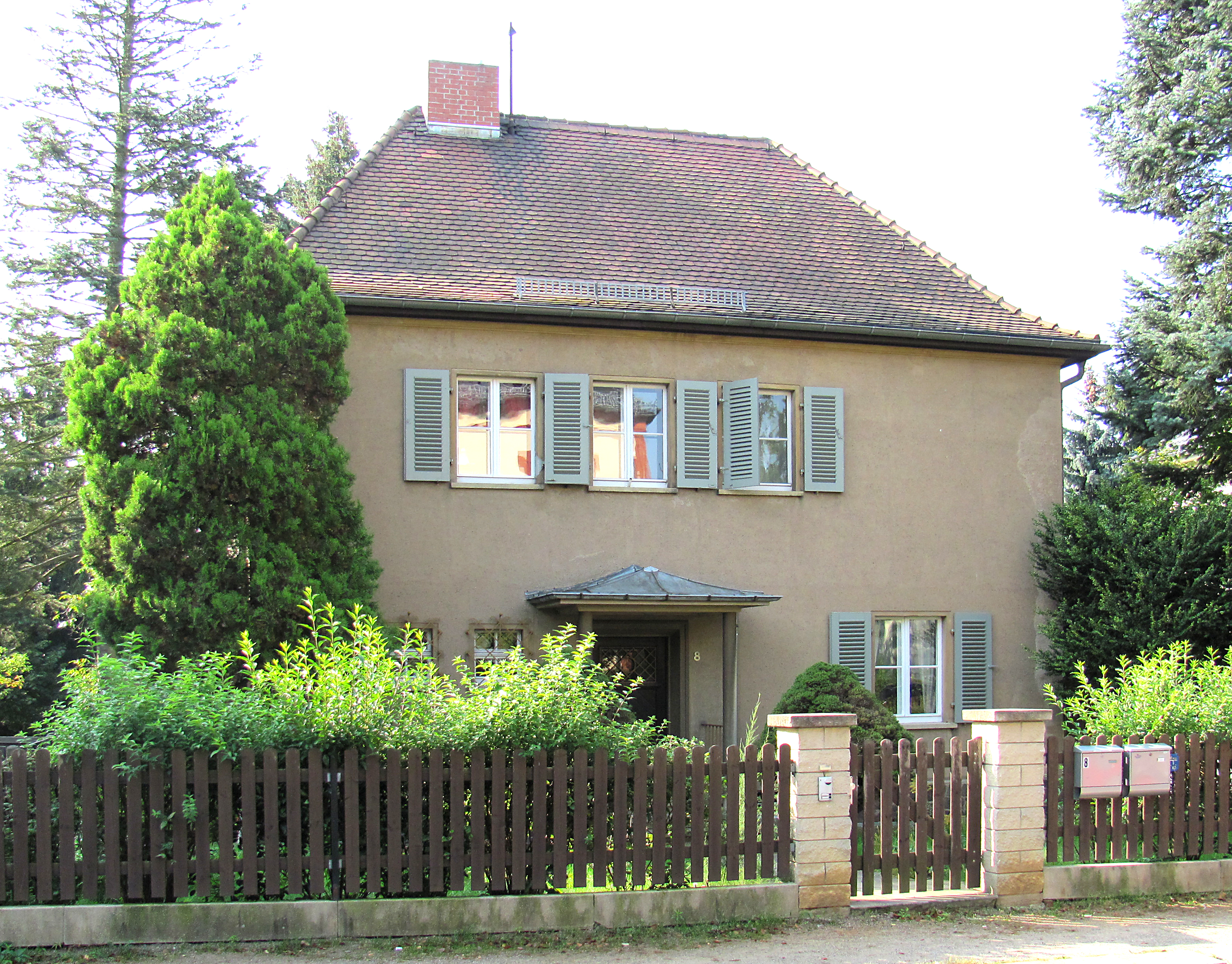
Einfamilienhaus Karl-May-Straße 8

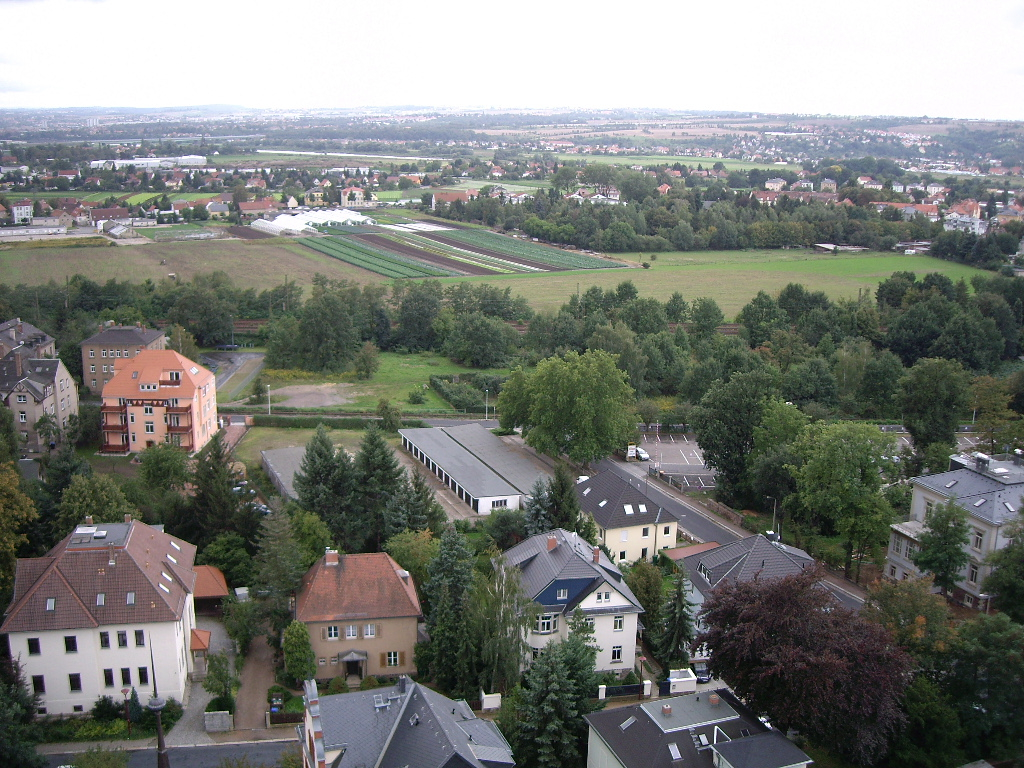
Karl-May-Straße 8 (zweites Haus von links) vom Turm der Lutherkirche aus

## Beschreibung
Das unter Denkmalschutz stehende Einfamilienhaus ist ein freistehendes, zweigeschossiges Wohnhaus mit einem Walmdach. Der „gut proportionierte, zurückhaltend gestaltete“ Putzbau steht mit seiner Längsseite zur Karl-May-Straße hin ausgerichtet. Zu dieser Seite liegt auch der Hauseingang, geschützt von einem von dünnen Stützen getragenen Vordach. Die asymmetrisch verteilten Fenster werden teilweise von Klappläden begleitet.
In der linken Seitenansicht stehen zwei erdgeschosshohe Vorbauten.